# Walker Texas Ranger - Riunione mortale
Walker Texas Ranger - Riunione mortale (Walker Texas Ranger 3: Deadly Reunion) è un film per la televisione del 1994 diretto da Michael Preece, tratto dalla serie Walker Texas Ranger. Il film è stato trasmesso anche come episodio a durata doppia nella seconda stagione della serie.

## Trama
In un aeroporto un poliziotto viene ucciso di nascosto, e l'assassino si spaccia per lui rubandogli la carta d'identità e nascondendo il suo corpo; nessuno sospetta di nulla. Si prende anche le sue armi, ma creduto per un poliziotto, non viene bloccato ai controlli e riesce a prendere il volo. A Dallas nel frattempo si svolge una piccola gara di tiro a segno con le armi da fuoco, a cui accettano di partecipare Walker e Trivette; tuttavia sono solo esercitazioni e la vera gara si svolgerà un paio di giorni più tardi. Un senatore decide di venire a Dallas per assistere appunto a questa gara. La sera, Walker e Trivette si radunano nel locale di C.D. e chiacchierano. C.D. nomina un ex Texas Ranger famoso, Jake Boyd; Jake è anche un amico di Walker; non si fa vedere da anni. Alex presenta una sua collega, Alisha Holmes, a Walker e gli altri. Alex, Alisha, Walker e Trivette si dirigono all'aeroporto per scortare il senatore.
Casualmente, Walker incontra Jake Boyd e lo presenta a Trivette ed Alex. Si salutano e Walker e gli altri vanno a scortare il senatore. Jake è alla ricerca di un tale di nome Mitchel. Nel frattempo, l'assassino dell'aeroporto arriva a Dallas sempre sotto falso nome e compie una piccola serie di omicidi; la moglie del poliziotto ucciso, preoccupata, cerca di rintracciare il marito. In realtà qualunque comunicazione da parte della moglie arriva all'assassino e l'assassino risponde che il marito si trova fuori città e che lui è solo un amico; l'assassino fa conoscenza di una signora, e inizia una relazione con lei. Jake si ritrova con Walker e gli altri vecchi amici suoi nel locale di C.D. Una volta trascorsa la serata con loro, Jake si rimette di nuovo alla ricerca di Mitchel e si mette nei guai. Si salva solo grazie all'intervento di Walker che l'aveva seguito di nascosto.
Jake parla a lungo con Walker dell'uomo che sta cercando, Mitchel. Gli dice che cerca vendetta perché Mitchel ha ucciso un poliziotto che ha testimoniato a un processo. In quel momento, Mitchel viene a sapere che i due rangers lo stanno cercando. Per questo, quando i due rangers si trovano insieme nello stesso momento (nel fuoristrada di Walker), Mitchel cerca di ucciderli con un fucile, fallendo. La macchina di Mitchel va alla deriva. Nonostante ciò, Mitchel è ancora vivo. Accortosi, Jake cerca di raggiungerlo ma gli viene una fitta allo stomaco e il criminale riesce a scappare. Inoltre l'assassino riunisce la sua piccola squadra, nella quale c'è anche Mitchel. Mitchel viene ucciso perché si è fatto fotografare, considerato dalla squadra “un errore imperdonabile”. Jake scoprirà poi che l'uomo che cerca non è Mitchel, ma il suo capo. In seguito Walker e Trivette fanno conoscenza dell'assassino, sotto falso nome. Anche lui si è iscritto alla gara di tiro a segno. Intanto la notte, degli uomini armati cercano di uccidere il senatore che in quel momento non si trovava nell'abitazione. I responsabili vengono neutralizzati da Walker.
Walker va in giro con Jake, e gli vengono numerose fitte allo stomaco. A questo punto Jake confessa a Walker che ha una malattia che a breve lo farà morire. Intanto, la fidanzata dell'assassino scopre la sua valigetta con le armi. Viene sorpresa da lui e viene trucidata. Arriva il momento della gara di tiro a segno. Nonostante Trivette abbia consigliato al senatore di restare al riparo, il senatore decide comunque di assistere alla gara. Walker se ne accorge proprio in tempo dell'assassino che, con uno speciale fucile di precisione, sta mirando il senatore e lo sta per sparare. Walker lo disarma e intraprende un piccolo combattimento con lui.
L'assassino chiede a Walker di fermare il combattimento per vedere chi, tra Walker e l'assassino, è più rapido a sparare. Walker accetta la sfida e vince Walker; Walker non lo ha colpito mortalmente e quindi l'assassino sopravvive e viene arrestato. Walker torna vicino al pubblico e vede una scena drammatica: Jake si è fatto sparare dall'assassino per evitare che colpisse il senatore. Poco prima di morire, Jake confessa a Walker che il poliziotto per cui cercava vendetta era suo figlio e gli dice che, ora che l'assassino è stato consegnato alla giustizia, suo figlio ha trovato pace e, dopo pochi secondi, muore felice.